# Burgstall Arnstein (Weismain)
Der Burgstall Arnstein, auch Veste Arnstein genannt, ist der Rest einer mittelalterlichen Felsenburg auf einer 465 m ü. NN hohen Felsgruppe am nordwestlichen Ortsrand von Arnstein im Landkreis Lichtenfels in Oberfranken in Bayern. Sie gilt als Stammsitz der Edelfreien von Arnstein.

## Geschichte

### Burggründung durch die Edelfreien von Arnstein
Die Burg Arnstein gilt als der Stammsitz der Edelfreien von Arnstein. Als vermutlich erster Angehöriger des Geschlechts wurde noch ohne Familiennamen ein „Haremann“ in einem Brief vom 17. Februar 1079 erwähnt, in dem sich Papst Gregor VII. beklagte, dass sieben Adelige aus dem Hochstift Bamberg Kirchengut vom König empfangen hätten. Wenn sie dieses behielten, sollten sie exkommuniziert werden. Die Burg Arnstein wurde etwa 30 Jahre später, um 1100 erbaut.
Fassbar wurde das Geschlecht 1118, als „dominus Hermannus de Arnstein“, der sich nach der Burg benannt hatte, in einer undatierten Urkunde aus der Zeit zwischen 1118 und 1136 erschien. Insgesamt sind von den Arnstein acht Personen, darunter drei Geistliche, bekannt. In ihren Diensten standen vier Ministerialenfamilien. Zur Burg gehörte bereits zur Zeit des dominus Hermannus de Arnstein ein ausgedehnter Hochgerichts-Sprengel, der sich von Weismain, begrenzt im Osten durch das Kleinziegenfelder Tal bis zur oberen Wiesent erstreckte. Besitztümer reichten teilweise bis in den Itzgrund.

### Niedergang der Arnsteiner und Besitzerwechsel
Bereits vor 1239 wurden Burg und Gericht wahrscheinlich den Herzögen von Andechs-Meranien zu Lehen aufgetragen. Als Anfang des Jahres 1244 das Geschlecht der Arnstein mit Hermann IV. ausstarb, ging die Burg an die Andechs-Meranier über. Wenige Monate später, im August 1244, wurde die Burg durch Otto I. von Meranien für 800 Mark Silber zusammen mit den Dörfern „Rodewanstal“ (Rothmannsthal) und „Zaphindorf“ (Zapfendorf) an Eberhard Förtsch und seinen Sohn Albert von Waldinrode aus dem Geschlecht der Förtsche von Thurnau verpfändet. Zwischen 1244 und 1248 war ein Angehöriger des Geschlechts der Rauschner als Burgmann eingesetzt. Nach dem Tod Ottos I., des letzten männlichen Andechs-Meraniers auf Burg Niesten, erbte Ottos Schwester Margarete von Andechs-Meranien, die mit Friedrich I. von Truhendingen verheiratet war, die Burg Arnstein. Sie kam damit in den Besitz der Grafen von Truhendingen.

### Herrschaft der Truhendinger, Übergang in kirchlichen Besitz und Zerstörung
Nach mehreren Verpfändungen musste 1394 Graf Johann von Truhendingen verarmt und verschuldet die Burg an das Hochstift Bamberg veräußern, das dort ein Amt einrichtete. Nach der Zerstörung im Bauernkrieg im April 1525 wurde sie trotz der von den Bauern gezahlten Strafe von 2000 Gulden nicht mehr aufgebaut.

### Wissenschaftliche Untersuchungen
Mitte des 19. Jahrhunderts fertigte der Bamberger Maler Adam Friedrich Thomas Ostertag eine von zwei bekannten Zeichnungen der damaligen Burgruine Arnstein im Zustand vor 1936 an. Ein Fehler war, dass er im oberen linken Eck das Wappen des 1464 erloschenen Geschlechts der Arnstein aus Arnstein in Unterfranken übernommen hatte, zu denen aber keine verwandtschaftlichen Beziehungen bestanden. Das Wappen der oberfränkischen Arnstein ist nicht bekannt. Die zweite Zeichnung auf einer Karte von Christoph Augustin Hannbaumb stammt aus dem Jahr 1798.
Anfang des 20. Jahrhunderts bestand der Burgstall aus mehreren hochaufragenden Felsen, größeren Mauerresten und einem gemauerten Kellergewölbe, das im Volksmund als „Verlies“ bezeichnet wurde. Um 1936/1937 wurden die Felsen sowie die Mauerreste für „reichswichtige Dinge“ abgetragen und für den Bau von Reichsautobahnen sowie für das Reichsparteitagsgelände in Nürnberg verwendet.
Der Burgstall besteht gegenwärtig aus verhältnismäßig niedrigen Felspartien und verschwindend geringen Grundmauerspuren und -resten. Eine bogenförmige Mulde könnte der Überrest eines Halsgrabens sein. Weitere Beweise für die ehemalige Burg fand der fränkische Burgenforscher Hellmut Kunstmann um 1950 in Form von Gefäßscherben und Ziegeltrümmern an der Stelle der ehemaligen Felsenburg Arnstein.